# De Ponte
La famiglia De Ponte (De Pontibus, in latino), Del Ponte o Di Ponte, detta anche Aponte, d'Aponte o semplicemente Ponte, è stata una famiglia nobile italiana.

## Storia
La famiglia De Ponte ebbe origine nel 930 quando il conte di Terni Pietro Castelli sposò Romana Berardi, figlia di Berardo dei Conti dei Marsi detto "il Francisco". La casata, sebbene derivante dai Castelli, viene considerata dai genealogisti discendente anche dai Conti dei Marsi, seppur per via non maschile. Trasse il nome dal feudo di Ponte (contemporanea località del comune di Cerreto di Spoleto) posseduto da Pietro Castelli, il quale, grazie alla legge longobarda dell'epoca, cambiò il proprio cognome col nome del feudo. Fu denominata anche "Ottoni" (o "Attoni") nel periodo in cui Ludovico e Pietro De Ponte con la loro progenie furono feudatari di Matelica per concessione dell'imperatore Ottone I e con la dicitura "di Maiori" nel periodo in cui Nicolò De Ponte ed i suoi figli furono residenti a Maiori, trasferimento avvenuto nel XIV secolo a seguito della sottrazione dei feudi a Gualtiero De Ponte, padre di Nicolò, per essersi ribellato al re del Regno di Napoli Ladislao d'Angiò-Durazzo. Nel corso dei secoli la discendenza del fondatore Pietro si ramificò e diffuse sempre più: si ritrovano infatti i De Ponte aver goduto di nobiltà a Amalfi, Genova, Napoli, nel Seggio di Portanuova dei Sedili di Napoli, Padova, Roma, Rossano, Taranto, Venezia e Vicenza, in Abruzzo, Puglia, Sicilia ed Umbria, e perfino in Spagna, in Galizia. Fu inoltre rivestita dell'Ordine di Malta. La famiglia arrivò a possedere numerosi feudi, i più importanti dei quali furono i ducati di Flumeri, Matelica e Sessa Aurunca.
Sul finire della seconda metà del XIII secolo un ramo della famiglia De Ponte, stabilitosi nella Marsica già dal XII secolo, si ritirò definitivamente nel castello di Corcumello, mentre altri possedimenti, nel 1340, passarono completamente, per vendita o matrimonio, alla ricca famiglia nobile romana degli Orsini. Nel feudo di Corcumello i De Ponte dimorarono fino alla seconda metà del XV secolo, quando Giovambattista De Ponte (nipote del cardinale Giovanni De Ponte, arcivescovo metropolita di Taranto e vescovo di Palestrina), ultimo erede maschio, nominato prima vescovo di Nepi e Sutri e successivamente di Bitonto, il 13 ottobre 1493 fece donazione di tutti i suoi beni, riservandosi 400 scudi annui, a Baldassarre, primogenito di Sante Vetoli e della sorella Tuzia (o Buzia). Ed è così che la casata e il castello medievale di Corcumello confluirono nella famiglia Vetoli, che assunse la denominazione di De Ponte-Vetoli. Le principali linee dei duchi di Flumeri e dei marchesi di Morcone, invece, si estinsero confluendo i primi nella famiglia Cavaniglia (matrimonio tra Cecilia De Ponte, morta nel 1764, e Troiano Onero Cavaniglia) e i secondi in quelle dei Petrone e dei Del Tufo, mentre il ramo cadetto degli Ottoni si spense nel 1737 con l'ultimo discendente Girolamo Ottoni.
La famiglia De Ponte oggetto della presente voce non deve essere confusa con l'omonima famiglia aristocratica napoletana (estintasi nel 1794 nei Caracciolo di Vietri), ben più recente e di origine borghese, originatasi dall'avvocato napoletano Antonio D'Aponte o De Ponte, il quale, divenuto consigliere e presidente della Regia Camera della Sommaria, acquistò il feudo di Casamassima (con il relativo titolo ducale) con il casale di San Michele da Odoardo Vaaz nel 1667.

## Albero genealogico
Di seguito è riportato l'albero genealogico della famiglia De Ponte dai fratelli Jacopo, Andrea, Nicolò, Baldoino e Ruggero, viventi nel XIII secolo, fino a Cecilia, ultima duchessa di Flumeri, deceduta nel 1764, secondo una ricostruzione degli storici e genealogisti Erasmo Ricca e Ferrante della Marra:
|           |           |           |           |                  |                  |           |           |         |          |                    |                    |                  |            |            |                        |                        |              |              |          |          |                   |                   |         |          |          |          |         |        |
|           |           |           |           |                  |                  |           |           |         |          |                    |                    |                  |            |            |                        |                        | ?            |              |          |          |                   |                   |         |          |          |          |         |        |
|           |           |           |           |                  |                  |           |           |         |          |                    |                    |                  |            |            |                        |                        |              |              |          |          |                   |                   |         |          |          |          |         |        |
|           |           |           |           |                  |                  |           |           |         |          |                    |                    |                  |            |            |                        |                        |              |              |          |          |                   |                   |         |          |          |          |         |        |
|           |           |           |           |                  |                  |           |           |         | Jacopo   | Jacopo             | Andrea             | Andrea           |            |            |                        |                        | Nicolò       | Nicolò       |          |          |                   |                   |         | Baldoino | Baldoino | Ruggero  | Ruggero |        |
|           |           |           |           |                  |                  |           |           |         |          |                    |                    |                  |            |            |                        |                        |              |              |          |          |                   |                   |         |          |          |          |         |        |
|           |           |           |           |                  |                  |           |           |         |          |                    |                    |                  |            |            |                        |                        |              |              |          |          |                   |                   |         |          |          |          |         |        |
| Francesco | Francesco | Guglielmo | Guglielmo | Andrea Novello   | Andrea Novello   | Gualtiero | Gualtiero | Jacopo  | Jacopo   | Ruggero            | Ruggero            | Rinaldo          | Rinaldo    | Agoto      | Agoto                  | Odorisio               | Odorisio     | Pietro       | Pietro   | Beatrice | Beatrice          | Sibilla           | Sibilla | Roberto  | Roberto  |          |         |        |
|           |           |           |           |                  |                  |           |           |         |          |                    |                    |                  |            |            |                        |                        |              |              |          |          |                   |                   |         |          |          |          |         |        |
|           |           |           |           |                  |                  |           |           |         |          |                    |                    |                  |            |            |                        |                        |              |              |          |          |                   |                   |         |          |          |          |         |        |
|           |           |           | ?         | ?                | ?                | ?         |           |         |          | Gualtiero          | Gualtiero          |                  |            |            | Duraguerra/Vinciguerra | Duraguerra/Vinciguerra | Giovanna     | Giovanna     |          |          |                   |                   |         | ...      | ...      |          |         |        |
|           |           |           |           |                  |                  |           |           |         |          |                    |                    |                  |            |            |                        |                        |              |              |          |          |                   |                   |         |          |          |          |         |        |
|           |           |           |           |                  |                  |           |           |         |          |                    |                    |                  |            |            |                        |                        |              |              |          |          |                   |                   |         |          |          |          |         |        |
|           |           |           |           |                  |                  |           |           |         |          | Nicolò "di Maiori" | Nicolò "di Maiori" |                  | Bartolomeo | Bartolomeo | Odorisio               | Odorisio               | Francesco    | Francesco    |          |          |                   |                   |         |          |          |          |         |        |
|           |           |           |           |                  |                  |           |           |         |          |                    |                    |                  |            |            |                        |                        |              |              |          |          |                   |                   |         |          |          |          |         |        |
|           |           |           |           |                  |                  |           |           |         |          |                    |                    |                  |            |            |                        |                        |              |              |          |          |                   |                   |         |          |          |          |         |        |
|           |           |           |           |                  |                  |           |           |         |          | [...]              |                    |                  |            |            |                        |                        |              |              |          |          |                   |                   |         |          |          |          |         |        |
|           |           |           |           |                  |                  |           |           |         |          |                    |                    |                  |            |            |                        |                        |              |              |          |          |                   |                   |         |          |          |          |         |        |
|           |           |           |           |                  |                  |           |           |         |          |                    |                    |                  |            |            |                        |                        |              |              |          |          |                   |                   |         |          |          |          |         |        |
|           |           |           |           |                  |                  |           |           |         |          | Giovanni Antonio   |                    |                  |            |            |                        |                        |              |              |          |          |                   |                   |         |          |          |          |         |        |
|           |           |           |           |                  |                  |           |           |         |          |                    |                    |                  |            |            |                        |                        |              |              |          |          |                   |                   |         |          |          |          |         |        |
|           |           |           |           |                  |                  |           |           |         |          |                    |                    |                  |            |            |                        |                        |              |              |          |          |                   |                   |         |          |          |          |         |        |
|           |           |           |           | Giovan Francesco | Giovan Francesco | ?         | ?         | ?       | ?        | Giovan Andrea      | Giovan Andrea      |                  |            |            |                        |                        | Cesare       | Cesare       |          |          |                   |                   |         |          |          |          |         |        |
|           |           |           |           |                  |                  |           |           |         |          |                    |                    |                  |            |            |                        |                        |              |              |          |          |                   |                   |         |          |          |          |         |        |
|           |           |           |           |                  |                  |           |           |         |          |                    |                    |                  |            |            |                        |                        |              |              |          |          |                   |                   |         |          |          |          |         |        |
|           |           |           |           | Pietr'Antonio    | Pietr'Antonio    | Orazio    | Orazio    |         | Orazio   | Orazio             | Francesc'Antonio   | Francesc'Antonio | Berardo    | Berardo    | Onorio                 | Onorio                 | Claudio      | Claudio      | Giuseppe | Giuseppe | Giovanni Battista | Giovanni Battista |         |          |          |          |         |        |
|           |           |           |           |                  |                  |           |           |         |          |                    |                    |                  |            |            |                        |                        |              |              |          |          |                   |                   |         |          |          |          |         |        |
|           |           |           |           |                  |                  |           |           |         |          |                    |                    |                  |            |            |                        |                        |              |              |          |          |                   |                   |         |          |          |          |         |        |
|           |           |           |           |                  |                  | Agnese    | Agnese    |         |          |                    | Andrea             | Andrea           |            |            | Trifone                | Trifone                | Raimo/Erasmo | Raimo/Erasmo | Andrea   | Andrea   | Giacomo           | Giacomo           | Claudio | Claudio  | Giovanni | Giovanni | Pietro  | Pietro |
|           |           |           |           |                  |                  |           |           |         |          |                    |                    |                  |            |            |                        |                        |              |              |          |          |                   |                   |         |          |          |          |         |        |
|           |           |           |           |                  |                  |           |           |         |          |                    |                    |                  |            |            |                        |                        |              |              |          |          |                   |                   |         |          |          |          |         |        |
|           |           |           |           |                  |                  |           |           |         |          |                    | Giovan Battista    | Giovan Battista  | Filippo    | Filippo    | Giuseppe               | Giuseppe               | Anna Maria   | Anna Maria   | Teresa   | Teresa   |                   |                   |         |          |          |          |         |        |
|           |           |           |           |                  |                  |           |           |         |          |                    |                    |                  |            |            |                        |                        |              |              |          |          |                   |                   |         |          |          |          |         |        |
|           |           |           |           |                  |                  |           |           |         |          |                    |                    |                  |            |            |                        |                        |              |              |          |          |                   |                   |         |          |          |          |         |        |
|           |           |           |           |                  |                  |           |           |         | Giuseppe | Giuseppe           | Anna Maria         | Anna Maria       | Antonia    | Antonia    |                        |                        |              |              |          |          |                   |                   |         |          |          |          |         |        |
|           |           |           |           |                  |                  |           |           |         |          |                    |                    |                  |            |            |                        |                        |              |              |          |          |                   |                   |         |          |          |          |         |        |
|           |           |           |           |                  |                  |           |           |         |          |                    |                    |                  |            |            |                        |                        |              |              |          |          |                   |                   |         |          |          |          |         |        |
|           |           |           |           |                  |                  |           | Cecilia   | Cecilia | Caterina | Caterina           | Niccola            | Niccola          |            |            |                        |                        |              |              |          |          |                   |                   |         |          |          |          |         |        |

## Stemma
Lo stemma della famiglia era d'azzurro al ponte, sotto cui scorre un fiume, con due archi d'argento sormontato da due torri pure d'argento, racchiuso in un'aquila bicipite imperiale. La stessa, seppur nella versione monocipite, è stata ripresa dal ramo cadetto degli Ottoni nel capo dorato del loro scudo scaccato d'argento e di rosso.

## Membri principali
- Giovanni De Ponte, cardinale, arcivescovo metropolita di Taranto e vescovo di Palestrina[23];
- Giovambattista De Ponte, vescovo di Nepi e Sutri e di Bitonto[24];
- Giovan Francesco De Ponte, marchese di Morcone, avvocato fiscale, presidente della Regia Camera della Sommaria, ministro delegato alla Regia Giurisdizione, reggente della Cancelleria e del Collaterale, sovrintendente della Dogana delle pecore, commissario in Basilicata e Puglia, consigliere del Supremo Consiglio d'Italia e sacerdote[20].